# Episodi di Side Order of Life
La prima e unica stagione della serie televisiva Side Order of Life, composta 13 episodi, è stata trasmessa negli Stati Uniti sul canale Lifetime dal 15 luglio 2007 al 7 ottobre 2007.
In Italia è andata in onda sul canale Mya dal 20 maggio 2009.
| n° | Titolo originale            | Titolo italiano                  | Prima TV USA      | Prima TV Italia |
| -- | --------------------------- | -------------------------------- | ----------------- | --------------- |
| 1  | Pilot                       | Il matrimonio                    | 15 luglio 2007    | 20 maggio 2009  |
| 2  | Whose Sperm Is It Anyway?   | Comunque di chi è questo sperma? | 22 luglio 2007    |                 |
| 3  | Separation Anxiety          | Ansia da separazione             | 29 luglio 2007    |                 |
| 4  | What Price Truth?           | A che prezzo la verità?          | 5 agosto 2007     |                 |
| 5  | Early Bird Catches the Word | Il mattino ha la parola in bocca | 12 agosto 2007    |                 |
| 6  | Children and Art            | Bambini e arte                   | 19 agosto 2007    |                 |
| 7  | Try to Remember             | Cerca di ricordare               | 26 agosto 2007    |                 |
| 8  | When Pigs Fly               | Quando i maiali volano           | 9 settembre 2007  |                 |
| 9  | Coming Out                  | Debutto in società               | 16 settembre 2007 |                 |
| 10 | Awakenings                  | Risvegli                         | 23 settembre 2007 |                 |
| 11 | Aliens                      | Alieni                           | 30 settembre 2007 |                 |
| 12 | Nothing Left to Lose        | Niente da perdere                | 7 ottobre 2007    |                 |
| 13 | Funeral for a Phone         | Funerale per un telefono         | 7 ottobre 2007    |                 |